# Sociedad Comercial del Plata
Sociedad Comercial del Plata (SCP) es un holding argentino de empresas, con participación mayoritaria en los sectores de la energía, el transporte, los bienes raíces y la alimentación.

## Historia
Fue fundado el 7 de junio de 1927 en Buenos Aires, como un holding de empresas principalmente orientadas al real estate.Franco Soldati (nieto de José Ferdinando Francisco Soldati, el dueño de la Compañía Ítalo Argentina de Electricidad y fundador de Villa Lugano)compró el paquete accionario de control de la sociedad en 1965 e involucró a la compañía en el sector del transporte del petróleo. Francisco falleció en 1979 tras un atentado llevado a cabo por Montoneros.
El hijo de Francisco, de igual nombre, fue presidente de la sociedad a partir de 1976. La compañía siguió orientada en el sector del petróleo y la energía y creó una empresa de bienes raíces llamada Del Plata Propiedades. Tras un accidente jugando al polo, falleció en 1991.
Su hermano menor, Santiago Soldati, tomó el control de la sociedad durante la presidencia de Carlos Menem, en un contexto de privatizaciones de empresas estatales. Aprovechando este momento, la sociedad se convirtió en accionista minoritaria de empresas recientemente privatizadas en los sectores de la televisión, telefónica, gas, electricidad y servicios ferroviarios.Estas nuevas empresas fueron Telefe, Telefónica de Argentina, Transportadora de Gas del Norte, Transener, Ferroexpreso Pampeano y Aguas Argentinas. La sociedad también se hizo del control de las empresas de agua de Córdoba, La Plata y Santa Fe.
Santiago invirtió parte de las ganancias del holding en dos atracciones turísticas, el Tren de la Costa y el Parque de la Costa. La primera fue construida tras la concesión en 1993 de la ruta de la empresa estatal Ferrocarril Central Argentino, que estaba en desuso desde 1961.
En 1998 vendió su paquete accionario de Aguas Argentinas, a Suez, por 150 millones de dólares. Con una deuda de 715 millones de dólares, se deshizo de sus acciones en el negocio del procesamiento del gas, con la venta de la unidad dedicada a esa actividad perteneciente a la Compañía General de Combustibles (CGC) por 230 millones de dólares. En 1998, la sociedad vendió la mitad de sus acciones en la compañía de construcción CPC y el 100 % de la compañía de gas BAN. Los problemas económicas de la compañía aparecieron luego de la inversión en las atracciones turísticas. Por esta razón vendió una participación mayoritaria en el Parque de la Costa.
Las negociaciones con los acreedores continuaron pero una denuncia hecha por Reef Exploration en 2000, sobre la venta de una subsidiaria a Shell plc, llevó a que Soldati tome la decisión de declarar a la sociedad en bancarrota en septiembre de ese año.La venta de participaciones relacionadas con energía a Techint, no alcanzó para rescatar a la sociedad, por lo cual, en 2003, Soldati vendió un 81 % de CGC, que fue vendida al fondo Southern Cross, quedándose con el 19 %.
Un año después, la declaración de bancarrota fue aprobada por la corte, la cual le otorgó una condonación del 80 % de la deuda que para ese entonces era de 1 200 millones de dólares.Esto permitió a la sociedad iniciar una empresa con Millicom, un proveedor de redes de telefonía móvil, que resultó en la primera red WiMax en América Latina.
Los problemas legales continuaron tras la apelación a la quiebra de la compañía por un fiscal de la Cámara Comercial en 2006, y en octubre de 2009, la Corte Suprema de Justicia anuló el fallo de quiebra, citando irregularidades en la junta de accionistas convocada para aprobar la quiebra.
En 2009, Santiago Soldati se retiró y designó como presidente a Ignacio Nobel.
En 2013, tras la venta del paquete accionario de CGC, perteneciente a Southern Cross, a Corporación América, el grupo ofreció venderle a SCP un 11 % de las acciones de CGC, lo cual la sociedad aceptó, quedándose con el 30 % de la empresa.
Finalmente en 2017, SCP canceló su última deuda y el Juzgado Comercial 18 declaró cumplido el acuerdo preventivo, dejando de estar en quiebra.Ese mismo año vendió la empresa de fibra óptica Metrotel a Riverwood Capital Partners II y Blackstone Tactical Opportunities Advisors por 190 millones de dólares.
En 2013 el Tren de la Costa fue estatizado y en 2021, SCP vendió su participación en Parque de la Costa a Fénix Entertainment y la Rock & Pop.
En 2019 ingresó al mercado de las papas congeladas tras una alianza con Lamb Weston International para comprar Alimentos Modernos (AMSA), el cual pasó a llamarse Lamb Weston Alimentos Modernos.En 2022, vendió el 40% de sus acciones en AMSA por 52 millones de dólares y compró un año después el 78 % de Morixe Hermanos S.A.C.I. por 18 millones de dólares.Un año más tarde, se deshizo completamente de su participación en AMSA, vendiendo el 10 % restante a Lamb Weston International.